# L'anniversario (film 1999)
L'anniversario è un film del 1999 diretto da Mario Orfini.

## Riconoscimenti
- 1999 - Globo d'oro
  - Migliore attrice a Laura Morante
- 1999 - Grolla d'oro
  - Migliore attrice a Laura Morante